# Bruno Jungwiert
Bruno Jungwiert (* 1970) je český astronom, vědecký pracovník a vysokoškolský pedagog.
Ve své odborné činnosti se specializuje zejména na dynamiku a vývoj galaxií. Od roku 2017 je předsedou Rady Astronomického ústavu AV ČR.